# Jammin July
Jammin July (Eigenschreibweise: Jammin#July) ist eine deutsche Funkrockband aus Ingolstadt.

## Geschichte
Die Gründung der Band begann mit der Sängerin Elessa Hill und dem Gitarristen Hakan Cesur, der damals auch bei der Formation Club légère spielte, die sich auflöste, da einige Bandmitglieder andere Projekte verfolgten.
Nach und nach stießen bei Jammin July die weiteren Bandmitglieder Michael „Mike“ Hanke (Gitarre), Harald „Harry“ Koch (Bass) und Christian „Chris“ Schröder (Schlagzeug) hinzu. Die offizielle Gründung als Band wird mit Juli 2012 angegeben. Ursprünglich trat die Band als Sextett mit zweiter Frontfrau auf. Angelika Heudecker sang dabei entweder anstelle der Sängerin Elessa Hill oder an ihrer Seite als Frontduo. Die Lieder von Jammin July entstehen beim Jammen, was auch im Bandnamen deutlich wird.
Im Juli 2014 veröffentlichte die Band bei Magic Mango Music ihr Debütalbum Get Into, das 2013 aufgenommen wurde. Das Album wurde noch zusammen mit Heudecker eingespielt, die die Formation im Frühjahr 2014 aus beruflichen Gründen verließ. Karl Leitner bewertete das Album im Januar 2015 im Teaser seines Artikels im Donaukurier mit den Worten: „Dass eine Ingolstädter Band eine CD aufnimmt, kommt öfter vor, dass dieses Vorhaben so gut gelingt wie im Fall der Debüt-CD „Get Into“ des Sextetts Jammin#July, seltener. Zehn Eigenkompositionen mit funky Rock und groove-orientiertem Pop, die gut ins Ohr gehen und über einen hohen Wiedererkennungswert verfügen, aber eben doch nie belanglos sind, verdeutlichen die kompositorische Kompetenz der beiden Gitarristen Hakan Cesur und Mike Hanke.“ Im August 2014 wurde Jammin July bei Radio Galaxy präsentiert. Aktuell arbeitet die Band an ihrem zweiten Album.

## Diskografie
- 2014: Get Into (Album, Magic Mango Music)